# حادثة حنين الجذع
حنين الجِذع
أن النبي كان يخطب إلى جذع فلما اتخذ المنبر ذهب إلى المنبر فحن الجذع فأتاه فاحتضنه فسكن فقال لو لم أحتضنه لحن إلى يوم القيامة
احاديث ذات صلة
أخبرنا عيسى بن علي، أخبرنا عبد الله بن محمد بن عبد العزيز قال : ثنا هدبة بن خالد قال : ثنا حماد بن سلمة، عن عمار بن أبي عمار : عن ابن عباس أن النبي - ﷺ - كان يخطب إلى جذع قبل أن يتخذ المنبر، فلما اتخذ تحول فحن الجذع، فاحتضنه فسكن . فقال : لو لم أحتضنه لحن إلى يوم القيامة .
رواية أبي بن كعب
1475 - وأخبرنا عيسى، أخبرنا عبد الله قال : ثنا هارون بن عبد الله أبو موسى قال : ثنا زكريا بن عدي قال : ثنا عبيد الله بن عمرو، عن ابن عقيل، عن الطفيل بن أبي، عن أبيه قال : كان رسول الله - ﷺ - يصلي إلى جذع إذ كان في المسجد عريشا وكان يخطب إليه . فقال له رجل من أصحابه : هل لك أن نجعل لك عريشا تقوم عليه يوم الجمعة حتى يراك الناس ويسمعوا خطبتك ؟ قال : نعم . فصنعوا له ثلاث درجات هي التي على المنبر - أعلى المنبر - فلما صنع المنبر، ووضع في موضعه الذي وضعه رسول الله - ﷺ - فلما أراد أن يأتي المنبر مر عليه فلما جاوزه حن الجذع حتى سقط وانشق فرجع رسول الله - ﷺ - فمسحه بيده حتى سكن ثم رجع، وكان إذا صلى صلى إليها فلما هدم المسجد وغير، أخذ ذلك الجذع أبي بن كعب فكان عنده حتى بلي وأكلته الأرض وعاد رفاتا واللفظ - لحديث هارون -
رواية أبي سعيد الخدري .
أخبرنا عيسى بن علي بن عيسى، أخبرنا عبد الله بن محمد بن عبد العزيز قال : ثنا أبو بكر بن أبي شيبة ، ومحمد بن عبد الله، وإبراهيم بن سعيد الطبري، قالوا : ثنا أبو أسامة، عن مجالد، عن أبي الوداك، عن أبي سعيد، قال : كان رسول الله - ﷺ - يخطب إلى جذع فأتاه رجل رومي فقال : أصنع لك منبرا تخطب عليه، فصنع له منبره هذا الذي ترون فلما قام عليه يخطب حن الجذع حنين الناقة إلى ولدها، فنزل إليه رسول الله - ﷺ - فضمه إليه فسكت . قال : فأمر به أن يدفن ويحفر له .
 رواية جابر بن عبد الله .
أخبرنا محمد بن أحمد بن حامد الطبري قال : ثنا أحمد بن السري بن صالح قال : ثنا يعقوب بن سفيان قال : ثنا محمد بن كثير قال : ثنا سليمان بن كثير قال : سمعت ابن شهاب، عن سعيد بن المسيب : عن جابر بن عبد الله، قال : كان رسول الله - ﷺ - يقوم إلى جذع نخلة فيخطب قبل أن يصنع المنبر فلما وضع المنبر صعده فحن الجذع حتى سمعنا حنينه، فأتاه رسول الله - ﷺ - فوضع يده عليه فسكن .'